# Chiesa di Santa Maria in Cellis
La chiesa di Santa Maria in Cellis è un luogo di culto cattolico situato presso il cimitero di Carsoli, in provincia dell'Aquila.

## Storia
La costruzione, risalente probabilmente al X secolo, è opera dei Camaldolesi di San Romualdo che l'hanno chiamata così per devozione alla Madonna.
Venne più volte riedificata, quando intorno all'anno mille, Rainaldo conte dei Marsi, oltre al restauro, provvedette all'aggiunta di un monastero.
Tra il 1048 ed il 1057 fu cattedrale della costituita diocesi di Carsoli, porzione della diocesi dei Marsi che comprendeva il comprensorio territoriale di Carsoli e della valle di Nerfa, diviso nel 1048 da Papa Benedetto IX sotto la pressione politica dei conti dei Marsi; essi, infatti, per consolidare ulteriormente il loro dominio e controllare direttamente i ricchi possedimenti pontifici nei territori all'estremo confine occidentale della loro contea, imposero un loro congiunto, Azzo detto anche Attone, come vescovo aggiunto a quello regolarmente eletto dal clero di Roma, Pandolfo; e pretesero una seconda cattedrale, che fu appunto individuata in questa antica chiesa monastica.
Lo scisma durò fino al 1057, quando il sinodo romano di quell'anno riconobbe Pandolfo come unico vescovo dei Marsi.
Nel 1059 il conte Siginolfo Berardi, abitatore del castello di Sant'Angelo, donò il monastero all'abbazia benedettina di Montecassino insieme con tutti i suoi possedimenti, tra i quali la chiesa di San Pastore in Tivoli.
Nel 1065 compare tra i possedimenti territoriali più importanti dell'abbazia di Montecassino, rappresentati sui battenti bronzei della nuova porta fatta realizzare in questo anno dall'abate Desiderio, e lo è ancora nel 1097, poiché risulta tra i principali monasteri cassinesi elencati nella bolla di conferma che Papa Urbano II invia in questo anno all'abate Oderisio; nel 1112 Papa Pasquale II la conferma al nuovo abate cassinense Gerardo; nel 1114 lo stesso Papa la ascrive all'autorità vescovile di Berardo dei Marsi.
Nel 1902 è stata dichiarata monumento nazionale.

## Struttura
Delle forme primitive si può vedere poco, tra cui qualche brandello sulla facciata e il campanile in stile romanico con trifore, bifore e monofore, in cui, sulla base sono stati posti dei ruderi dell'antica Carsioli.
La forma attuale della facciata invece è quella dovuta ai restauri ed è in stile tardo-rinascimentale con tanto di coronamento orizzontale e cornice marcapiano che suddivide la facciata in 2 sezioni, l'inferiore consta di un porticato, portale e 2 monofore con strombatura. 4 pilastri, invece, la suddividono verticalmente in altre 2 parti, pilastri collegati tra loro con 3 archi a tutto sesto.
La parte superiore della facciata comprende una finestra rettangolare murata.
Il campanile include una nicchia in cui è raffigurato un re che la tradizione locale vuole identificato con Carlo I d'Angiò.
L'interno della chiesa è a navata unica ma divisa tramite un arco in 2 campate.
Le porte lignee raffiguranti scene del Nuovo Testamento sono del 1132 ed ora sono conservate nel Museo d'Arte Sacra della Marsica a Celano.